# Léon Lommel

Wappen

Léon Lommel (* 3. Februar 1893 in Cruchten; † 11. Juni 1978 in Luxemburg (Stadt)) war der 5. Bischof von Luxemburg.

## Leben

### Jugend und Ausbildung
Léon Lommel kam am 3. Februar 1893 als Sohn eines Landwirtes in Cruchten auf dem „Schleiderhof“ auf die Welt.
Nach Studien in der Abteistadt Echternach, in Luxemburg und Rom studierte er schließlich in Innsbruck und erhielt am 13. Juli 1919 im Innsbrucker Dom die Priesterweihe. Den Abschluss seiner akademischen Ausbildung beging er mit dem Doktorat der Philosophie und dem Lizentiat der Theologie.

### Priester
Als Professor für Philosophie und sakraler Kunst hielt er in den Jahren 1923 bis 1941 Vorlesungen im Priesterseminar der Diözese Luxemburg. Er beteiligte sich auch an den Planungen zum Ausbau der Kathedrale von Luxemburg, der von 1935 bis 1938 durch den Architekten Hubert Schumacher durchgeführt wurde.
Von 1926 bis 1949 war Lommel im Katholischen Akademiker-Verband Luxemburgs vertreten, wo er vor allem wegen seiner ausgeglichenen Charaktereigenschaften geschätzt wurde.
Nach mehreren Verhören durch die Gestapo wurde er zusammen mit zehn weiteren Geistlichen nach Frankreich abgeschoben, wo ihm der Bischof der Diözese Autun die priesterlosen Pfarreien St. Yan und St. Germain des Rives anvertraute. Dort kümmerte sich Lommel auch um untergetauchte Luxemburger Widerstandskämpfer.
Als er nach dem Kriegsende nach Luxemburg zurückkehrte, engagierte sich Léon Lommel besonders hinsichtlich des Wiederaufbaues der SakralbautenLuxemburgs, da etwa ein Drittel der luxemburgischen Kirchen und Kapellen in der Winteroffensive 1944–1945 zerstört worden war. Bis zum Jahr 1949 unterrichtete Lommel im Priesterseminar das Fach Dogmatik.

### Bischofsamt
Am 14. Mai 1949 wurde Léon Lommel zum Bischof-Koadjutor von Bischof Joseph Laurent Philippe mit dem Recht der Nachfolge erwählt. Er wurde zum Titularbischof von Nephelis in der Kathedrale von Luxemburg konsekriert. Nach dem Tod von Bischof Philippe († 21. Oktober 1956) trat er die Nachfolge an.
Lommel lag die Verehrung Mariens als der „Trösterin der Betrübten“ (Consolatrix Afflictorum) sehr am Herzen. Die Dreihundertjahrfeier dieses luxemburgweiten Kultes der Verehrung der Luxemburger Landespatronin feierte er zusammen mit der Konsekration der Luxemburger Kathedrale am 8. Dezember 1963. Die Konsekration war wegen des Bischofswechsels im Jahr 1936 und aufgrund der Kriegsereignisse von 1940 bis 1945 immer wieder verschoben worden.
Ebenso förderte Lommel die Verehrung des heiligen Willibrord, besonders bei der Echternacher Springprozession am Pfingstdienstag. Die durch Soldaten der deutschen Wehrmacht am 26. Dezember 1944 gesprengte Echternacher Basilika wurde in seiner Amtszeit wieder aufgebaut und am 20. September 1953 neu konsekriert.
Das 2. Vatikanische Konzil (1962–1965) fand in Léon Lommel einen begeisterten und engagierten Konzilsvater. Er rief auch die IV. luxemburgische Diözesansynode ein, die von seinem Nachfolger im Amt Jean Hengen am 13. Mai 1972 eröffnet wurde.

### Ruhestand
Am 12. Februar 1971 übergab Léon Lommel die Leitung der Diözese in die Hände von Bischof-Koadjutor Jean Hengen gelegt, welcher am 8. April 1967 mit den Rechten der Nachfolge ernannt worden war.
Am Abend des 11. Juni 1978 starb Léon Lommel nach kurzer Krankheit. Am 16. Juni fand er seine letzte Ruhestätte in der Krypta der Luxemburger Kathedrale, unter den Apostelfenstern, die der Aachener Künstler Anton Wendling geschaffen hatte.
In der Wahrnehmung kritischer Zeitgenossen verkörperte Lommel die Synthese aus hieratisch-hoheitsvollem Gebaren eines Fürstbischofs der Feudalzeit mit impulsiven Persönlichkeitszügen sowie menschlicher Wärme. Sein bischöflicher Wahlspruch lautete: »Nos autem populus tuus« (Wir aber sind dein Volk).